# Жан Батист Антуан Гіймен
Жан Батист Антуан Гіймен (фр. Jean Baptiste Antoine Guillemin або фр. Jean Antoine Guillemin, 20 січня 1796 — 15 січня 1842) — французький ботанік та доктор медицини.

## Біографія
Жан Батист Антуан Гіймен народився у Пуї-сюр-Сон 20 січня 1796 року.
У 1814 році він вирушив до Женеви, де навчався разом з Жаном-П'єром Етьєном Воше (1763–1841) та Огюстеном Пірамом Декандолем (1778–1841).
У 1820 році Гіймен приїхав у Париж, де став куратором гербарію і бібліотеки Жюля Поля Бенжамена Делессера (1773–1847). У 1832 році отримав ступінь доктора медицини.
У 1838 році очолив дослідницьку місію до Бразилії для вивчення вирощування чаю. Разом із Людвігом Ріделем (1790–1861) він зібрав рослини для Національного музею Ріо-де-Жанейро.
У співавторстві із Ашилем Рішаром (1794–1852) та Самюелем Перротті (1793–1870) опублікував Florae Senegambiae tentamen, seu, Historia plantarum in diversis Senegambiae regionibus a peregrinatoribus Perrottet et Leprieur detectarum. T. 1 (1830–1833).
Жан Батист Антуан Гіймен помер у Монпельє 15 січня 1842 року.

## Наукова діяльність
Жан Батист Антуан Гіймен спеціалізувався на папоротеподібних, водоростях та на насіннєвих рослинах.

## Публиікації
- J A Guillemin. Icones lithographicæ plantarum Australasiæ rariorum. Parisiis; Londini et Argentorati: Treuttel et Wurtz, 1827[6].
- J A Guillemin. Archives de botanique; ou, Recueil mensuel de mémoires originaux, d'extraits et analyses bibliographiques, d'annonces et d'avis divers concernant cette science. Paris, Bureau des archives, 1833[7].
- J A Guillemin; G S Perrottet; Achille Richard. Florae Senegambiae tentamen, seu, Historia plantarum in diversis Senegambiae regionibus a peregrinatoribus Perrottet et Leprieur detectarum. T. 1. Parisiis, Treuttel et Wurtz, 1830–1833[5].
- Jean B Antoine Guillemin. Considérations sur l'amertume des végétaux, suivies de l'examen des familles naturelles où cette qualité physique est dominante. Paris: impr. Didot le jeune, 1832[8].
- J A Guillemin; J -B Dumas. Observations sur l'hybridité des plantes en géneral: et particulièrement sur celle de quelques gentianes alpines. Paris, 1823[9].